# Forêt tropicale avec singes
Forêt tropicale avec singes est un tableau réalisé par le peintre français Henri Rousseau en 1910. Partie des Jungles pour lesquelles l'artiste est particulièrement reconnu, cette huile sur toile naïve représente des singes dans une jungle où l'on aperçoit également un serpent. Compliquée par l'utilisation que font deux primates d'outils humains, en particulier d'une canne à pêche, la peinture est aujourd'hui conservée à la National Gallery of Art, à Washington, aux États-Unis.